# Maials

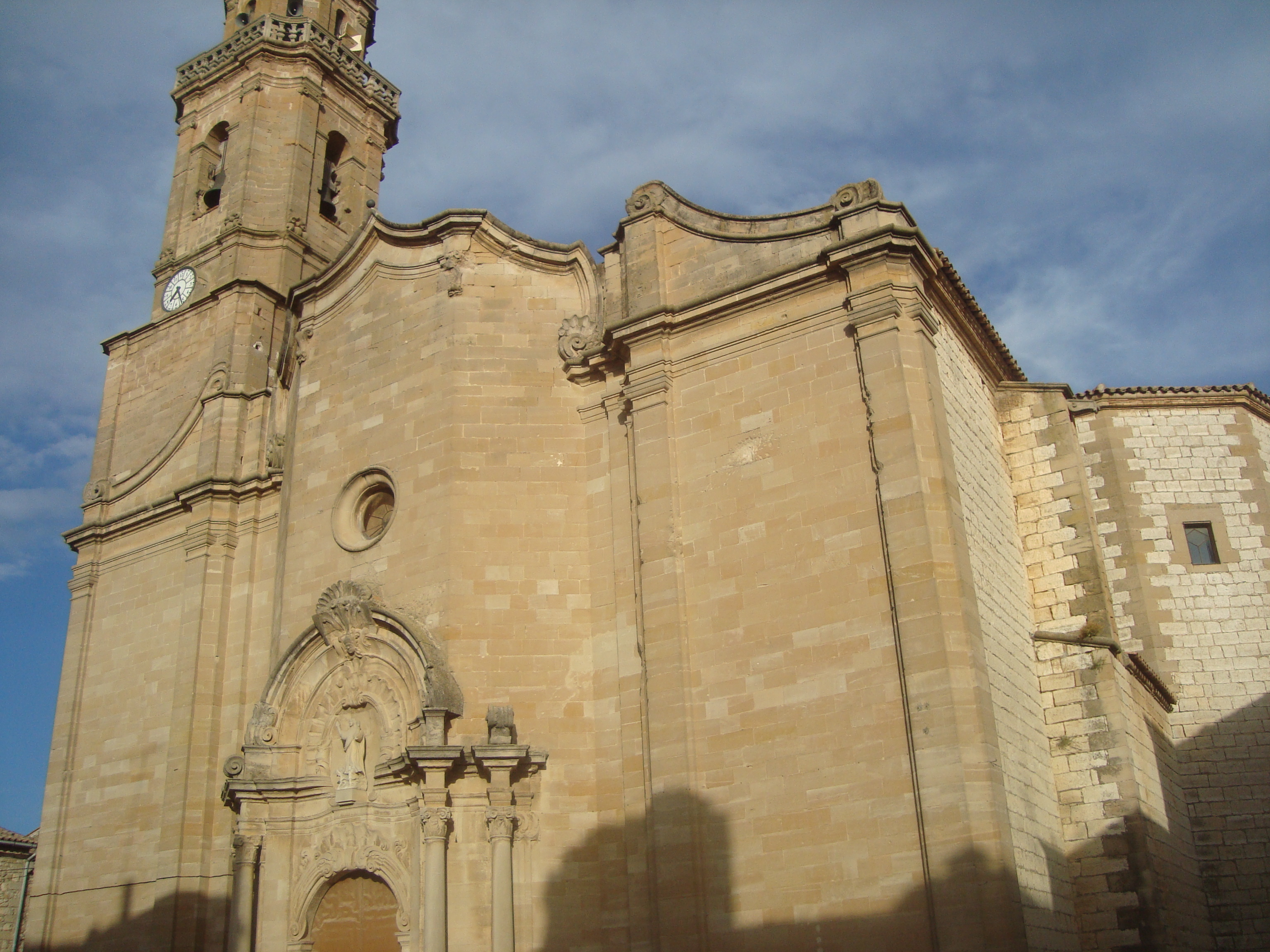
Església Barroca de l'Assumpció de Santa Maria (Maials, Lleida).

Maials è un comune spagnolo di 952 abitanti situato nella comunità autonoma della Catalogna, nella provincia di Lleida.